# Devis Epassy
Devis Rogers Epassy Mboka (* 2. Februar 1993 in Soisy-sous-Montmorency, Frankreich) ist ein kamerunischer Fußballtorwart. Er steht in Diensten des saudi-arabischen Abha Club und ist Nationalspieler seines Landes.

## Karriere

### Vereine
Epassy begann im Alter von fünf Jahren bei Red Star Paris mit dem Fußballspielen. Von 2003 bis 2008 spielte er in der Jugend des Paris FC und von 2006 bis 2008 parallel dazu im INF Clairefontaine, dem renommierten Leistungszentrum des französischen Fußballverbandes (FFF).
2008 schloss er sich Stade Rennes an. Nachdem er dort in den Seniorenbereich aufgerückt war, wurde er in der zweiten Mannschaft eingesetzt. Im Oktober 2013 wechselte er zum FC Lorient, bei dem er ebenfalls in der zweiten Mannschaft spielte. In den folgenden Jahren hatte er nur kurzfristige Engagements bei unterklassigen Vereinen, unter anderem beim spanischen Drittligisten CD Guijuelo. In der Saison 2015/16, die er beim französischen Drittligisten US Avranches verbrachte, hatte er keinen einzigen Pflichtspieleinsatz.
2017 wechselte er in die griechische Super League, wo er in den folgenden Jahren für Levadiakos, PAS Lamia und OFI Kreta spielte.
Am 6. August 2022 wechselte er ablösefrei zum Abha Club in die Saudi Professional League.

### Nationalmannschaft
Sein Debüt in der Nationalmannschaft Kameruns gab Epassy am 8. Juni 2021 beim 0:0 im Freundschaftsspiel gegen die Nigeria.
Beim Afrika-Cup 2022 wurde er in den kamerunischen Kader berufen, während des Turniers jedoch nicht eingesetzt.
Anlässlich der Fußball-Weltmeisterschaft 2022 in Katar nominierte ihn Nationaltrainer Rigobert Song für das kamerunische Aufgebot. Beim 3:3 im zweiten Gruppenspiel gegen Serbien rückte er für den kurz vor Spielbeginn suspendierten André Onana in der Startelf.